# Општина Липљан
Општина Липљан је општина у Републици Србији, у АП Косово и Метохија, која припада Косовском управном округу. Површина општине је 401 km².